# Заволжя (край)
Заволжя (рос. Заволжье) — територія, розташована між Волгою, Уралом, Північними Увалами і Прикаспійською низовиною. Розрізняють Високе Заволжя (висота до 418 м) на сході і Низьке Заволжя на заході.

## Високе Заволжя
Високе Заволжя включає височини: Верхньокамську (висота до 337 м), В'ятський Увал (до 284 м), Бугульминсько-Белебеївську (до 418 м), Загальний Сирт (до 405 м). Високе Заволжя складено пермськими породами: пісковиками, сланцями, глинами, мергелями, вапняками, доломітами, гіпсом, на півдні — мезозойськими глинами і пісками. Рельєф ерозійний; верхній ярус утворюють останцеві височини — Шихан, нижній — ерозійні пластові рівнини. Широко розвинений карст. Про те, що в лісостеповій частині Заволжя між річками Камою і Самарою у минулому нерідко зустрічалися соснові було, було відомо ще за часів держави Волзько-Камської Болгарії. Арабський письменник і мандрівник XII століття Андалусія відзначав, що будинки болгар збудовані із соснових колод.

## Низьке Заволжя
Низьке Заволжя — низинне (висоти до 125—150 м) лівобережжя Волги від Казані до Камишина. Є тектонічним прогином, запонене кайнозойськими піщано-глинистими відкладеннями стародавнього Каспію. Уздовж Волги — смуга терас, що переходить на сході у вододільну рівнину. Заплава і частина терас залиті водами Куйбишевського водосховища.
Ландшафти Заволжя лісові, лісостепові і степові з континентальним кліматом.
Заволжя багато на нафту, на його території розташована Волго-Уральська нафтогазоносна провінція.